# Malefic Time
Malefic Time es un proyecto multidisciplinar creado por Luis Royo y Romulo Royo. Tiene un cuerpo argumental de thriller apocalíptico con una base histórico-mitológica y altas dosis de acción cuya pieza fundamental es una antiheroína (Luz/Malefic) a través de cuya búsqueda de identidad navega el desarrollo del argumento.
Los libros de ilustración componen el núcleo esencial de la historia. No obstante el proyecto se ha extendido a otros formatos (manga, novela, juego de rol, material audiovisual como el disco de música, y varios cortos) abriendo así un universo creativo caleidoscópico absolutamente interconectado entre sí.

## Marco ficticio
El tiempo narrativo se establece en el año 2038. En ese año la sociedad mundial sufre una degradación extrema, iniciada décadas antes, que la ha llevado a su colapso prácticamente total. Las estructuras nacionales e internacionales no existen. Han desaparecido desde un punto de vista global los gobiernos, medios de comunicación, mercado y cohesión social en la totalidad del mundo. En términos bíblicos se vive el «Apocalipsis», el Fin del Mundo, tal y como se conoce. Este fin del mundo no se ha producido por una amenaza exterior, un cataclismo ni nada ajeno o incontrolable por la humanidad sino que representa el fracaso del modelo de existencia humano actual.
Desde un punto de vista místico este «Apocalipsis» se interpreta como un hecho anunciado. Responde al final de la Era de Piscis, dominada por el teocentrismo, el conflicto, lo exterior, la rigidez de la norma sobre el individuo; y el comienzo de la Era de Acuario, que deberá estar caracterizada por la elevación espiritual individual, el retorno al interior y la liberación interna de la sociedad a través de la recuperación de los valores naturales. Es decir, se trata del colapso de un ciclo y el inicio de otro. De esta suerte, este momento final ha sido intuido, profetizado, advertido a lo largo de la historia y como tal ha sido constatado en innumerables culturas, textos y filosofías.
Existen unas fuerzas que han resurgido en este momento de caos y desolación y que han convertido el planeta no solo en su particular campo de batalla sino también en su tierra de labor. Ambos grupos tienen intereses concretos en el futuro inmediato de la sociedad humana aparte de dirimir sus propias y ancestrales diferencias. Podemos identificarlos con los nombres de Celestes y Caídos.
Ambos grupos representan una visión radicalmente opuesta de entender la existencia, no solo la humana, y los valores en los que dicha existencia debe sostenerse. Ambas fuerzas han intervenido en el devenir de los acontecimientos en la historia de la civilización humana a lo largo de los tiempos y también lo harán en este momento de hecatombe total, si cabe con mucha menos sutileza que antaño.

## Argumento

### Luz - Malefic
Es presentada por primera vez en la portada del libro ilustrado del mismo título hace más de 20 años. No es hasta el 2010 cuando Luis Royo y Romulo Royo retoman al personaje para contar su historia y fundar el proyecto Malefic Time. Malefic es la protagonista. Todo el hilo argumental consta de su desarrollo y en su búsqueda de identidad.
Su nombre real es Luz. Se mueve por Nueva York buscando bibliotecas y museos, ella sabe que allí, en los viejos libros y en las pinturas antiguas están todas las claves para entender este mundo nuevo y también para encontrar su identidad. 
En el almacén destartalado donde vive hay cientos de libros y papeles que ella trae de sus paseos por las bibliotecas de la ciudad, todos ellos de temas apocalípticos, libros de pintura románica, libros masones, de brujería, alquimia, de profetas y videntes, orientales, de arte azteca y africano, reproducciones de pinturas de infinidad de épocas, mitología griega o estudios de jeroglíficos egipcios. Todo un rompecabezas sobre el juicio final.
La búsqueda de identidad, responder a sus preguntas, sus fisuras y sus caídas la determinan. Es un personaje roto construido sobre la bipolaridad entre su potencia, determinación, grandes destrezas resolutivas y de combate, y su aparente papel en el destino futuro frente a la enorme fragilidad que le suponen sus dudas, sus preguntas, y sus frecuentes estados de obsesión, enfermedad, colapso y trance. Es un personaje carismático, con múltiples capas que hacen de ella una heroína/antiheroína atípica a través de la cual se conocen los profundos pliegues y matices de la historia.
El recorrido de su viaje es desde Nueva York hasta Tokio y París. En un viaje con fin de búsqueda espiritual. Un camino lleno de misticismo y tópicos vedados por la cultura actual. Un símbolo de cambio para el hombre. Un alzamiento contra la opresión de las leyes y normas que rigen el mundo.

### Celestes y Caídos
Estos seres tienen la fácil asociación con los Ángeles y Demonios bíblicos en la tradición judeocristiana por su aspecto pero son mucho más. Han sido el origen de todos los dioses de todas las culturas, cambiaron de nombres a lo largo de la historia, pero su conflicto y su intervención se remontan a los primeros tiempos de la humanidad. Los primeros indicios de su existencia se remontan a la mitología Sumeria (cuna de la civilización humana) y de ahí se extiende, modificada, contaminada, adaptada a todas las formas de religión en el antiguo mediterráneo y posteriormente al resto de sociedades del mundo.
El conflicto inicial, representado bíblicamente en la rebelión del ángel Lucifer frente a Dios establece una ruptura insalvable entre estas dos posiciones que han seguido dirimiendo sus conflictos a lo largo del existir humano. Ambas posiciones representan dos maneras diametrales de entender la existencia con la siguiente asociación de, entre otros, estos valores inherentes:
- Celestes: El Sol, lo Masculino, la Autoridad, el Orden, la Norma, lo Exterior, Era de Piscis.

- Caídos: La Luna, lo Femenino, la Naturaleza, la Espiritualidad, el Instinto, lo Interno, Era de Acuario.

## Adaptaciones
| Género          | Título              | ISBN                   | Descripción |
| --------------- | ------------------- | ---------------------- | --- |
| Juego de Rol    | Plenilunio          | ISBN 978-84-943243-2-1 | Plenilunio es un juego de rol ambientado en el universo de Malefic Time |
| Novela          | Codex Apocalypse    | ISBN 978-84-679-0897-8 | Basándose en novela pictórica "Malefic Time: Apocalypse" existe una adaptación a novela con el título Codex: Apocalypse. Escrita por Jesús Vilches, narra con detalle los sucesos que tienen lugar en Nueva York  |
| Manga           | SOUM                | ISBN 978-84-679-1047-6 | De la mano de Kenny Ruiz, Malefic Time: Soum es una adaptación del personaje de mismo nombre al manga que trata sobre su historia previa al encuentro con Luz                                                     |
| Disco de Música | Avalanch Apocalypse | ISBN 8-436022-724877   | Avalanch: Apocalypse, adaptación musical del proyecto. El grupo de metal progresivo Avalanch ha compuesto un álbum de 13 canciones dedicado a los sucesos de la primera novela pictórica Malefic Time: Apocalypse |